# 包接水和物
包接水和物（ほうせつすいわぶつ、英: clathrate hydrate）はハイドレートとも呼ばれ、水分子のかご状構造の中に他の物質の分子が入り込んだものである。
水分子とゲスト分子の間ではファンデルワールス力で相互作用している
水・ガス・低温・高圧の四つの条件がそろうと生成する。メタンや二酸化炭素、塩素などの気体分子を取り込んだものをガスハイドレートと呼び、特にメタンハイドレートはよく知られる。

## ハイドレート結晶構造
ハイドレートは構造 I、構造 II、構造Hの3種の構造をとることがわかっている。構造 I をとる物質はメタン・二酸化炭素などであり、構造 II をとる物質は窒素などである。構造 H は特殊な条件下で生成される。
構造 I
構造 I は正5角形12面からなる立体 {\displaystyle 5^{12}} と正5角形12面と正6角形2面からなる立体 {\displaystyle 5^{12}6^{2}} で構成される結晶構造である。
構造 II
構造 II は正5角形12面からなる立体 {\displaystyle 5^{12}} と正5角形12面と正6角形4面からなる立体 {\displaystyle 5^{12}6^{4}} で構成される結晶構造である。

## 準包接水和物
セミクラスレートハイドレートとも呼ばれる。クラスレートハイドレートでは、ファンデルワールス力で相互作用しているのに対しセミクラスレートハイドレートは水とゲストとの間により水素結合を持ち、これにより融点が高まる。融点は0〜30℃ほどで、パラフィンも同じ温度域をサポートするが、セミクラスレートハイドレートの方がより蓄熱量に優れ、可燃性も低い。蓄熱用の相変化材料として注目されている。